# Велике Гризлово (летовище)
Велике Гризлово (ICAO: UUDG) — спортивне летовище у Серпуховському районі Московської області, розташоване за 5 км на південь від міста Пущино та за 20,2 км на південний схід від залізничної станції Серпухов, на околиці села Велике Гризлово.
Спочатку воно називалося «Каргашінське» — по імені сільради, на території якого було розташовано. Летовище було збудовано у 1973 року для потреб сільськогосподарської авіації. До кінця 1990-х років тут базувалися літаки Ан-2, що виконували авіаційні сільськогосподарські роботи.
Летовище призначене для зльоту та посадки повітряних суден (НД) категорії «А» ІКАО, а також для їх розміщення та обслуговування. Воно має дві ЗПС — з твердим покриттям та ґрунтову, а також майданчик для приземлення парашутистів (200х200 м) та пілотажну зону. До складу аеродромного комплексу входять готель та кафе.
Останнім часом летовище використовується Авіацією загального призначення (АЗН). Тут базуються авіаційні та парашутні центри. На летовищі проводяться всеросійські Зльоти любителів авіації (ЗЛА), а також змагання з парашутного спорту. На летовищі знаходиться аероклуб «Перший політ».